# Дударков
Ду́дарков (укр. Дударків) — село, входит в Бориспольский район Киевской области Украины.
Население по переписи 2001 года составляло 2335 человек. Почтовый индекс — 08330. Телефонный код — 4595. Занимает площадь 1'218.6 га км². Код КОАТУУ — 3220883601.

## Местный совет
08325, Киевская обл, Бориспольский р-н, с.Счасливое, вул.Л.Украинки,12

## История
В XIX веке село Дударков было в составе Гоголевской волости Остерского уезда Черниговской губернии. В селе была Вознесенская церковь.

## Известные уроженцы
- Прудкий, Николай Петрович — Герой Советского Союза.

( Клишта Александр Николаевич ) Жора. Вор в законе